# David Mehew
David Mehew (Camberley, 9 oktober 1967) is een voormalige professionele voetballer die speelde in de Football League voor de Bristol Rovers, Exeter City en Walsall. Momenteel is hij manager van Gloucester City. Mehew begon zijn loopbaan bij Leeds United, voordat hij verhuisde naar Bristol Rovers. Tijdens een leningperiode bij Exeter City verhuisde hij naar Walsall en Northampton Town, waarna hij in het non-league voetbal werd geplaatst.
Mehew werkt verder als manager bij Gloucester City, die hij tijdens de Southern Football League play-offs in mei 2009 tot een overwinning heeft geholpen.